# Firmicus biguttatus
Firmicus biguttatus là một loài nhện trong họ Thomisidae.
Loài này thuộc chi Firmicus. Firmicus biguttatus được Lodovico di Caporiacco miêu tả năm 1940.